# Fcγ-Rezeptor IIb
Fcγ-Rezeptor IIb (synonym CD32b) ist ein Oberflächenprotein aus der Gruppe der Fc-Rezeptoren.

## Eigenschaften
Der Fcγ-Rezeptor IIb dient im Immunsystem als inhibitorischer Rezeptor für Immunglobulin G und bindet es mit niedriger Affinität. Er leitet nach Bindung unter anderem die Phagozytose ein und ist an der Antigenpräsentation über MHC II beteiligt. Der Fcγ-Rezeptor IIb wird von verschiedenen hämatopoetischen Zellen gebildet (nicht aber in NK-Zellen), wobei es Unterschiede zwischen den Isoformen gibt. Isoform IIb1 wird vor allem von lymphoiden Zellen gebildet, IIb2 von myeloiden Zellen, IIb3 wird von Makrophagen ins Blutserum freigesetzt. Isoform IIb1' wird in Mäusen von myeloiden und lymphoiden Zellen, Splenozyten und ruhenden oder LPS-aktivierten B-Zellen gebildet, nicht aber von mesenterischen Zellen in Lymphknoten. Die Isoformen IIb1 und IIb2 leiten keine Phagozytose ein. IIb2 leitet die Clathrin-vermittelte Endozytose von Immunkomplexen ein. IIb1 und IIb2 senken die Aktivierbarkeit von B-Zellen, T-Zellen und Mastzellen, wenn sie an den B-Zell-Rezeptor, den T-Zell-Rezeptor bzw. einen Fc-Rezeptor binden. Auf der intrazellulären Seite der Zellmembran liegt das inhibitorische ITIM-Motiv.